# Invasion (альбом Dead Poetic)
Invasion — дебютний міні-альбом американського християнського гурту Dead Poetic, виданий у 1999 році власними силами гурту. До EP увійшло 7 треків.

## Список пісень
| #  | Назва          | Тривалість |
| -- | -------------- | ---------- |
| 1. | «Invasion»     | 0:10       |
| 2. | «World Cry»    | 4:57       |
| 3. | «Thick Tears»  | 5:02       |
| 4. | «Behold»       | 4:44       |
| 5. | «Low Down»     | 4:51       |
| 6. | «Common Place» | 4:57       |
| 7. | «Farewell»     | 2:14       |

## Список учасників
- Брендон Райк — вокал
- Зак Майлз — гітара
- Чад Шеллабаргер — бас-гітара
- Джош Шеллабаргер — ударні